# Timbei

Timbei und Rochin im Einsatz

Ein Timbei, auch Tinbei genannt (jap. 陳弁), ist ein okinawanischer Schild, welcher in Kombination mit dem Rōchin verwendet wird. Diese Kombination gehört zu den Waffen des okinawanischen Kobudō.

## Beschreibung
Früher wurde der Schild oft aus dem Panzer einer Schildkröte gefertigt. Es existieren mehrere verschiedene Varianten dieses Schildes.
1. Schildkrötenpanzer oder Imitat aus Plastik.
2. Gefertigt aus der Rinde der Binrō (der Betelnusspalme), welche mit einem Spezialöl behandelt wurde, um es in Form zu bringen und zu härten.
3. Ein Gestell aus Bambus oder Metall, das mit Rindsleder bespannt wurde.
4. Vollständig aus Metall gefertigt, ähnlich einem Rundschild.

Der Schild wurde häufig verziert mit Symbolen einer (Kampfkunst-)Schule oder anderen Zeichen, die dem Gegner Angst einflößen sollen.

## Arten des Rōchin
Beim Rōchin gibt es zwei unterschiedliche Arten:
- Einen kurzen Speer (ca. 50 cm lang)
- eine Machete

Dabei findet man die Speer-Form des Rōchin im Ryūkyū Kobudō nach Taira Shinken. Die Macheten-Form ist im Matayoshi-Ryū vertreten.

## Geschichte & Verwendung
Die Kampfkunst mit dieser Waffe wird als Tinbei-jutsu bezeichnet. Sie entstand wahrscheinlich in China und wird dort in Kombination Schild und (Dun)-Säbel (Dao) in vielen traditionellen Wushu-Stilen gelehrt.
Die Tinbei wird zum Weiterleiten des Angriffes benutzt, mit dem Rochin erfolgt dann der Konter. Im Ryūkyū Kobudō nach Taira Shinken wird das Rōchin auch geworfen. 

## Kata
- Kanagawa no tinbei   (Ryūkyū Kobudō nach Shinken Taira)
- Kuniyoshi no tinbei
- Matayoshi no tinbei  (Matayoshi Kobudō)

## Kumite
Im sogenannten Timbei yakusoku kumite tritt ein Verteidiger mit Schild gegen einen Angreifer mit Bokken an.